# Lago Spaneggsee
O Lago Spaneggsee é um lago localizado em Filzbach, cantão de Glarus, Suíça. A sua superfície é de 4,7 ha.